# Rui Tavares
Rui Miguel Marcelino Tavares Pereira (Lisboa, 29 de julho de 1972) é um historiador, escritor, tradutor e político português. Atualmente desempenha funções de deputado à Assembleia da República e vereador na Câmara Municipal de Lisboa, além de liderar o partido LIVRE, que fundou em 2014 juntamente com outras personalidades políticas. 

## Biografia
Apesar de natural de Lisboa, passou parte da sua infância numa aldeia do Ribatejo. Licenciou-se em História, variante de História da Arte, pela Universidade Nova de Lisboa em 1994, e doutorou-se em História, pela École des Hautes Études en Sciences Sociales de Paris em 2014.
Aprofundou os seus estudos em História e Cultura do século XVIII.
Colabora com o jornal Público, sendo que, à data de março de 2024, a sua última crónica no jornal datava de julho de 2023. Também colaborou com a extinta revista Blitz e foi comentador residente no programa O Outro Lado, da RTP3.
Foi um dos criadores do blogue Barnabé em conjunto com Daniel Oliveira, André Belo, Celso Martins e Pedro Aires Oliveira. Escreve também no blogue pessoal ruitavares.net.
Foi eleito em 2009 deputado para o Parlamento Europeu, como independente integrado na lista do Bloco de Esquerda. Enquanto deputado ao Parlamento Europeu, esteve integrado no grupo parlamentar da Esquerda Unitária Europeia/Esquerda Nórdica Verde, 
Em 2011, abandonou a delegação do Bloco de Esquerda ao Parlamento Europeu, acusando Francisco Louçã de promover uma “caça ao independente” e de ser incapaz de lidar com opiniões contrárias.
Em junho de 2013, foi mandatado pelo Parlamento Europeu para apresentar um relatório sobre as preocupações constitucionais húngaras. O Relatório Tavares instou as autoridades húngaras a implementar o mais rapidamente possível todas as medidas que a Comissão Europeia, como guardiã dos tratados, julgar necessárias para cumprir plenamente a legislação da UE; cumprir as decisões do Tribunal Constitucional Húngaro; e as recomendações da Comissão de Veneza, do Conselho da Europa e de outros organismos internacionais.
É um dos fundadores do partido político LIVRE. Em 2019, promoveu a política pan-africanista Joacine Katar Moreira a cabeça de lista do Livre nas eleições legislativas, tendo esta sido eleita deputada pelo círculo de Lisboa, tornando-se a primeira mulher negra a liderar uma lista de um partido português ao Parlamento. Ainda no decurso da legislatura, foi-lhe retirada a confiança política pelo partido, com base em alegada quebra de diálogo e afastamento dos compromissos com a estrutura partidária. Seguiu-se uma troca de acusações públicas, tendo Joacine Katar Moreira acusado o partido de hipocrisia e de albergar práticas de racismo estrutural.
Segundo um estudo realizado pela empresa de consultoria de comunicação Imago-Llorente & Cuenca, em parceria com a Universidade Católica Portuguesa, divulgado em março de 2015, Rui Tavares era o político mais influente da rede social Twitter, em Portugal.
Nas eleições primárias do LIVRE, em 2021, Rui Tavares ganhou a nomeação para candidato à presidência da Câmara Municipal de Lisboa. No entanto, o LIVRE assinou um acordo de coligação com o PS para concorrer às eleições autárquicas de 2021 em Lisboa, pelo que Rui Tavares abdicou da candidatura à presidência da Câmara para ser candidato à vereação, para assumir, em caso de vitória da coligação PS/LIVRE, o pelouro da Cultura, Conhecimento, Ciência e Direitos Humanos. 
No âmbito da área dos Direitos Humanos, e confrontado com a polémica partilha, ocorrida na Câmara Municipal de Lisboa, em 2021, de dados de ativistas da oposição russa contra o presidente Vladimir Putin com a embaixada da Rússia em Lisboa, Rui Tavares considerou que Fernando Medina «reconheceu o problema imediatamente e o chamou de intolerável» e que seria um «absurdo» considerar que haveria conluio da Câmara Municipal relativamente à partilha de dados com embaixadas de Estados estrangeiros, pelo que defendeu que o importante seria «implementar uma cultura de direitos humanos em todos os níveis da administração». Foi eleito vereador sem pelouro da Câmara Municipal de Lisboa, pela coligação Mais Lisboa (PS/L), em representação do LIVRE, para o mandato 2021-2025.
Nas eleições legislativas de 2022, foi eleito deputado único do LIVRE na XV Legislatura, pelo círculo eleitoral de Lisboa, feito que repetiu em 2024, para a XVI Legislatura, nas quais o LIVRE obteve quatro deputados.

## Obras
Publicou nas Edições Tinta da China:
- O Pequeno Livro do Grande Terramoto (2005, ensaio)[3]
- Pobre e Mal Agradecido: A Educação Patalógica de Rui Tavares (2006)
- O Arquitecto (2007, teatro)[3]
- O Regicídio (2008, com Maria Alice Samara)
- O Fiasco do Milénio (2009, crónicas)
- A Ironia do Projeto Europeu (2014)
- Esquerda e Direita: Guia Histórico para o Século XXI (2015)
- O Censor Iluminado: Ensaio sobre o Sec. XVIII e a Revolução Cultural do Pombalismo (2018)
- Não Foi por Falta de Aviso | Ainda o Apanhamos! (2024)
- Hipocritões e Olhigarcas: Passado e Futuro das Guerras Culturais (2025)

## Resultados eleitorais e sondagens

### Eleições legislativas
| Data | Partido | Partido     | Circulo eleitoral | Posição     | Cl.    | Votos  | %     | +/-    | Status     | Notas            |
| ---- | ------- | ----------- | ----------------- | ----------- | ------ | ------ | ----- | ------ | ---------- | ---------------- |
| 2015 |         | L/TDA       | Lisboa            | 1.º (em 47) | 6.º    | 14 683 | 1,27% | Novo   | Não Eleito | (Líder do LIVRE) |
| 2022 | Livre   | 1.º (em 48) | Lisboa            | 7.º         | 28 834 | 2,44%  | 1,17  | Eleito |            | (Líder do LIVRE) |
| 2024 | Livre   | 1.º (em 48) | Lisboa            | 5.º         | 72 104 | 5,47%  | 3,03  | Eleito |            | (Líder do LIVRE) |
| 2025 | Livre   | 1.º (em 48) | Lisboa            | 5.º         |        | 87 530 | 6,87% | Eleito | 1,40       | (Líder do LIVRE) |

### Eleições europeias
| Data | Partido | Partido | Posição     | Cl.    | Votos         | %              | +/-        | Status     | Notas                                 |
| ---- | ------- | ------- | ----------- | ------ | ------------- | -------------- | ---------- | ---------- | ------------------------------------- |
| 2009 |         | BE      | 3.º (em 22) | 3.º    | 382 667       | 10,72 / 100,00 |            | Eleito     | Integrou as listas como independente. |
| 2014 |         | Livre   | 1.º (em 21) | 6.º    | 71 495        | 2,18 / 100,00  |            | Não Eleito |                                       |
| 2019 | 8.º     | Livre   | 1.º (em 21) | 60 569 | 1,83 / 100,00 | 0,35           | Não Eleito |            |                                       |

### Eleições Autárquicas

#### Câmara Municipal
| Data | Partido | Partido | Concelho | Posição     | Cl. | Votos  | %      | +/- | Status | Notas                       |
| ---- | ------- | ------- | -------- | ----------- | --- | ------ | ------ | --- | ------ | --------------------------- |
| 2021 |         | PS.L    | Lisboa   | 3.º (em 17) | 2.º | 80 869 | 33,31% |     | Eleito | (Livre)Vereador sem Pelouro |

### Eleições Presidenciais
Eleições Presidenciais de 2026: Sondagem da Intercampus para o Canal NOW/CMTV/Correio da manhã/Jornal de Negócios realizada de 21 a 27 de Novembro de 2024 (605 entrevistas) coloca Rui Tavares com 2,4% na corrida a Belém, à frente de notáveis como Pedro Santana Lopes e Paulo Raimundo, secretário-geral do PCP. Uma sondagem mais antiga, também da Intercampus, com trabalho de campo realizado de 18 a 23 de Abril de 2024 (também foram feitas 605 entrevistas) coloca Rui Tavares novamente acima de figuras relevantes da política portuguesa (entre as quais Santana Lopes, que não passa novamente dos 1,3%.) com 3,5% das intenções de voto numa eventual corrida a Belém. (Ler o artigo em inglês referente às presidenciais 2026 de Portugal, Opinion Polling)